# Kevan Gosper
Pour les articles homonymes, voir Gosper.
Richard Kevan Gosper, né le 19 décembre 1933 à Newcastle (Nouvelle-Galles du Sud) et mort le 19 juillet 2024, est un athlète australien spécialiste du 400 mètres dans les années 1950.

## Carrière
En 1977, Kevan Gosper devient membre du Comité international olympique. Il préside le Comité olympique australien de 1985 à 1990.

### Palmarès
| Date | Compétition                                     | Lieu      | Résultat | Performance |              |
| ---- | ----------------------------------------------- | --------- | -------- | ----------- | ------------ |
| 1954 | Jeux de l'Empire britannique et du Commonwealth | Vancouver | 1er      | 400 mètres  | 47 s 2       |
| 1954 | Jeux de l'Empire britannique et du Commonwealth | Vancouver | 3e       | 4 × 110 y   | 41 s 7       |
| 1954 | Jeux de l'Empire britannique et du Commonwealth | Vancouver | 3e       | 4 × 440 y   | 3 min 16 s 0 |
| 1956 | Jeux olympiques d'été                           | Melbourne | 2e       | 4 × 400 m   | 3 min 06 s 0 |
| 1958 | Jeux de l'Empire britannique et du Commonwealth | Cardiff   | 3e       | 4 × 110 y   | 41 s 6       |

### Records
| Épreuve    | Performance | Lieu | Date |
| ---------- | ----------- | ---- | ---- |
| 400 mètres | 46 s 3      |      | 1960 |